# Rhena
Rhena ist ein Stadtteil der Kreis- und Hansestadt Korbach im nordhessischen Landkreis Waldeck-Frankenberg.

## Geographische Lage
Rhena liegt im Westteil Nordhessens in bewaldeten und hügeligen Nordostausläufern des Rothaargebirges. Es befindet sich im Naturpark Diemelsee etwa 5,5 km (Luftlinie) westnordwestlich der Korbacher Kernstadt. Nördlich des 440 m hoch gelegenen Dorfs erhebt sich der Goddelsberg (525 m). Rhena wird etwa in Nord-Süd-Richtung vom Neerdar-Zufluss Rhena durchflossen.

## Geschichte

### Von den Anfängen bis zur Gebietsreform in Hessen

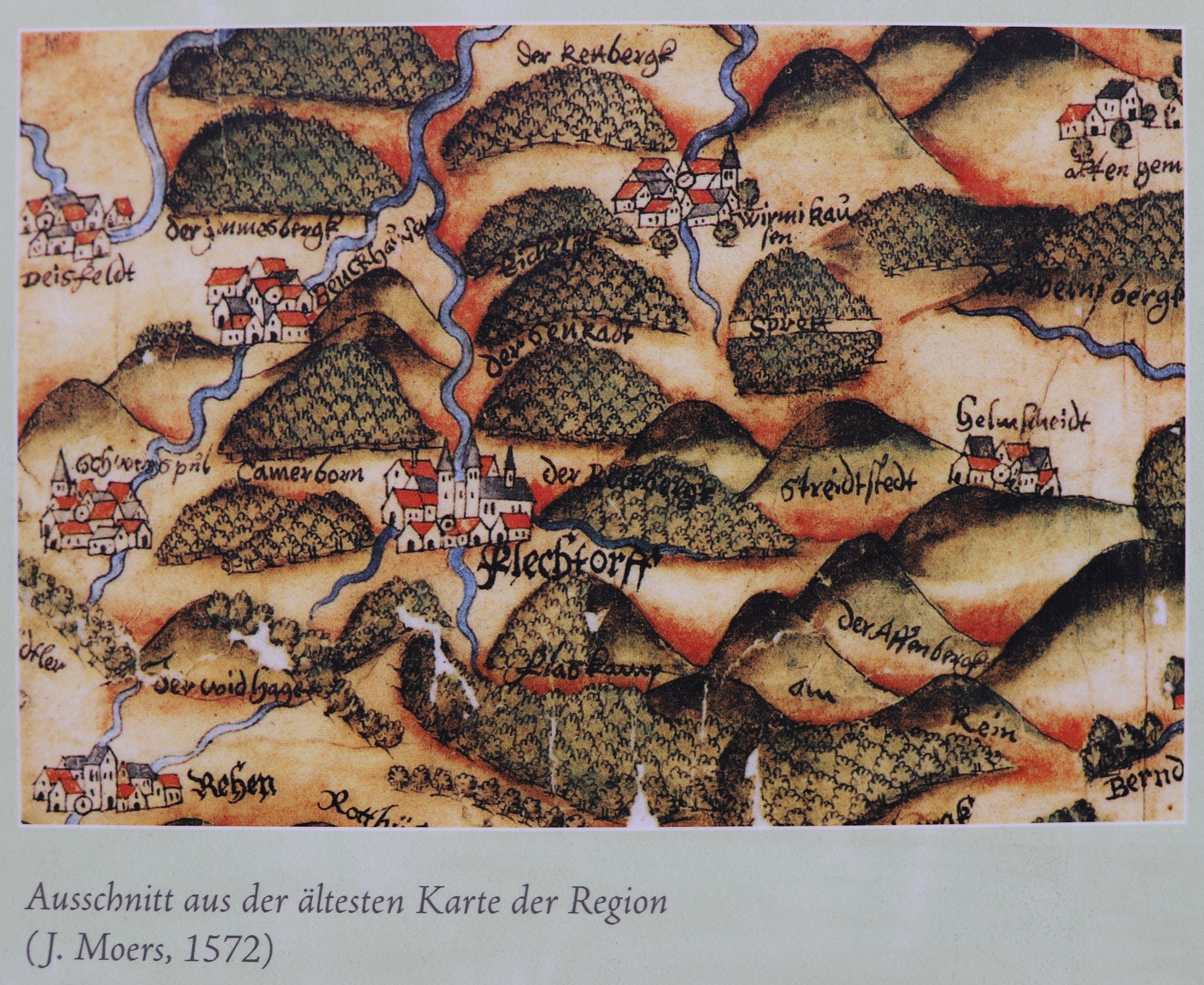
Lage von Rhena („Rehen“), Karte von 1572

Die älteste gesicherte schriftliche Erwähnung von Rhena erfolgte unter dem Namen in Rehon in einer Urkunde aus dem Jahr 980, in der Kaiser Otto II. das Dorf Rhena zusammen mit Korbach und Lelbach an das Kloster Corvey abgab und im Gegenzug die Kaiserpfalz Memleben hierfür eintauschte.
1120 wurde die Wehrkirche im romanischen Stil mit rechteckigem und zweijochigem Schiff erbaut. Die St.-Thomas-Kirche befindet sich abseits der Hauptstraße, auf dem „Kleppenberg“ genannten Kirchhügel. Hier befand sich auch der Sitz der Herren von Rhena, einem örtlichen Adelsgeschlecht, das lange das Patronat der Kirche innehatte. Ein Mitglied des Geschlechts, Johann von Rhena (auch Johann von Rehen) war 1543–1570 Landkomtur der Ballei Marburg des Deutschen Ordens.
Ihre erste Burg (Ältere Burg Rhena) erbauten die Herren von Rhena auf einem nach Süden gerichteten Sporn hinter der Kirche. Diese wird 1235 erstmals erwähnt. Von dieser ist heute nichts mehr erhalten. Sie wurde vermutlich 1755 zerstört oder abgebrochen.
Vermutlich um 1555 erbaute Reinhard von Rhena die Wasserburg Rhena, von der heute noch zwei Steinhäuser erhalten sind. Es wird vermutet, dass einige ornamentale Teile von Philipp Soldan stammen. Die Wasserburg Rhena liegt an der Straße Zur Alten Mühle 11, südlich der Upländer Straße, an der Rhene.

### Seit der Gebietsreform
Zum 1. Juli 1970 wurde die bis dahin selbständige Gemeinde Rhena im Zuge der Gebietsreform in Hessen auf freiwilliger Basis als Stadtteil in die Kreisstadt Korbach eingegliedert. Die Gemeinde Rhena hatte eine Gemarkungsfläche von 12,11 km².
Für Rhena, wie für alle eingegliederten ehemals eigenständigen Gemeinden von Korbach, wurden Ortsbezirke mit Ortsbeirat und Ortsvorsteher nach der Hessischen Gemeindeordnung gebildet.
In Rhena befand sich die kleinste Grundschule Hessens, die Astrid-Lindgren-Schule, die im Sommer 2013 geschlossen wurde.

### Verwaltungsgeschichte im Überblick
Die folgende Liste zeigt im Überblick die Herrschaftsgebiete und Staaten, in denen Rhena lag, bzw. die Verwaltungseinheiten, denen es unterstand:
- 980: Ittergau, in der Grafschaft des Grafen Asicho (in pago Nihthere et in comitatu Asichonis comitis)
- 1489 und später: Heiliges Römisches Reich, Grafschaft Waldeck, Amt Eisenberg
- ab 1712: Heiliges Römisches Reich, Fürstentum Waldeck, Amt Eisenberg
- ab 1806: Fürstentum Waldeck, Amt Eisenberg
- ab 1816: Fürstentum Waldeck, Oberamt des Eisenberg
- ab 1850: Fürstentum Waldeck-Pyrmont (ab 1848), Kreis des Eisenbergs
- ab 1867: Fürstentum Waldeck-Pyrmont (Akzessionsvertrag mit Preußen), Kreis des Eisenbergs
- ab 1871: Deutsches Reich, Fürstentum Waldeck-Pyrmont, Kreis des Eisenbergs
- ab 1919: Deutsches Reich, Freistaat Waldeck, Kreis des Eisenbergs
- ab 1929: Deutsches Reich, Freistaat Preußen, Provinz Hessen-Nassau, Regierungsbezirk Kassel, Kreis des Eisenbergs
- ab 1942: Deutsches Reich, Freistaat Preußen, Provinz Hessen-Nassau, Regierungsbezirk Kassel, Landkreis Waldeck
- ab 1944: Deutsches Reich, Freistaat Preußen, Provinz Kurhessen, Landkreis Waldeck
- ab 1945: Amerikanische Besatzungszone, Groß-Hessen, Regierungsbezirk Kassel, Landkreis Waldeck
- ab 1946: Amerikanische Besatzungszone, Hessen, Regierungsbezirk Kassel, Landkreis Waldeck
- ab 1949: Bundesrepublik Deutschland, Hessen, Regierungsbezirk Kassel, Landkreis Waldeck
- ab 1970: Bundesrepublik Deutschland, Hessen, Regierungsbezirk Kassel, Landkreis Waldeck, Stadt Korbach[Anm. 1]
- ab 1974: Bundesrepublik Deutschland, Hessen, Regierungsbezirk Kassel, Landkreis Waldeck-Frankenberg, Stadt Korbach

### Bevölkerung

#### Einwohnerentwicklung
| Quelle: Historisches Ortslexikon |                          |
| • 1541:                          | 24 Häuser                |
| • 1620:                          | 30 Häuser                |
| • 1650:                          | 14 Häuser                |
| • 1738:                          | 31 Häuser                |
| • 1770:                          | 35 Häuser, 256 Einwohner |

| Rhena: Einwohnerzahlen von 1770 bis 2020 | Rhena: Einwohnerzahlen von 1770 bis 2020 | Rhena: Einwohnerzahlen von 1770 bis 2020 | Rhena: Einwohnerzahlen von 1770 bis 2020 | Rhena: Einwohnerzahlen von 1770 bis 2020 |
| --- | ---------------------------------------- | ---------------------------------------- | ---------------------------------------- | ---------------------------------------- |
| Jahr |                                          |                                          |                                          | Einwohner                                |
| 1770 | 1770                                     |                                          | 256                                      | 256                                      |
| 1800 | 1800                                     |                                          | ?                                        | ?                                        |
| 1834 | 1834                                     |                                          | 310                                      | 310                                      |
| 1840 | 1840                                     |                                          | 288                                      | 288                                      |
| 1846 | 1846                                     |                                          | 275                                      | 275                                      |
| 1852 | 1852                                     |                                          | 308                                      | 308                                      |
| 1858 | 1858                                     |                                          | 293                                      | 293                                      |
| 1864 | 1864                                     |                                          | 284                                      | 284                                      |
| 1871 | 1871                                     |                                          | 294                                      | 294                                      |
| 1875 | 1875                                     |                                          | 290                                      | 290                                      |
| 1885 | 1885                                     |                                          | 325                                      | 325                                      |
| 1895 | 1895                                     |                                          | 348                                      | 348                                      |
| 1905 | 1905                                     |                                          | 323                                      | 323                                      |
| 1910 | 1910                                     |                                          | 365                                      | 365                                      |
| 1925 | 1925                                     |                                          | 402                                      | 402                                      |
| 1939 | 1939                                     |                                          | 392                                      | 392                                      |
| 1946 | 1946                                     |                                          | 617                                      | 617                                      |
| 1950 | 1950                                     |                                          | 582                                      | 582                                      |
| 1956 | 1956                                     |                                          | 510                                      | 510                                      |
| 1961 | 1961                                     |                                          | 490                                      | 490                                      |
| 1967 | 1967                                     |                                          | 516                                      | 516                                      |
| 1971 | 1971                                     |                                          | 579                                      | 579                                      |
| 1980 | 1980                                     |                                          | 581                                      | 581                                      |
| 1990 | 1990                                     |                                          | 555                                      | 555                                      |
| 1995 | 1995                                     |                                          | 587                                      | 587                                      |
| 2000 | 2000                                     |                                          | 569                                      | 569                                      |
| 2005 | 2005                                     |                                          | 567                                      | 567                                      |
| 2010 | 2010                                     |                                          | 520                                      | 520                                      |
| 2011 | 2011                                     |                                          | 504                                      | 504                                      |
| 2015 | 2015                                     |                                          | 525                                      | 525                                      |
| 2020 | 2020                                     |                                          | 523                                      | 523                                      |
| Datenquelle: Historisches Gemeindeverzeichnis für Hessen: Die Bevölkerung der Gemeinden 1834 bis 1967. Wiesbaden: Hessisches Statistisches Landesamt, 1968. Weitere Quellen: LAGIS; Stadt Korbach Zensus 2011 |                                          |                                          |                                          |                                          |

#### Einwohnerstruktur 2011
Nach den Erhebungen des Zensus 2011 lebten am Stichtag dem 9. Mai 2011 in Rhena 504 Einwohner. Darunter waren 6 (1,2 %) Ausländer.
Nach dem Lebensalter waren 93 Einwohner unter 18 Jahren, 210 zwischen 18 und 49, 90 zwischen 50 und 64 und 111 Einwohner waren älter.
Die Einwohner lebten in 210 Haushalten. Davon waren 69 Singlehaushalte, 57 Paare ohne Kinder und 75 Paare mit Kindern, sowie 9 Alleinerziehende und 3 Wohngemeinschaften. In 57 Haushalten lebten ausschließlich Senioren und in 126 Haushaltungen lebten keine Senioren.

## Religion

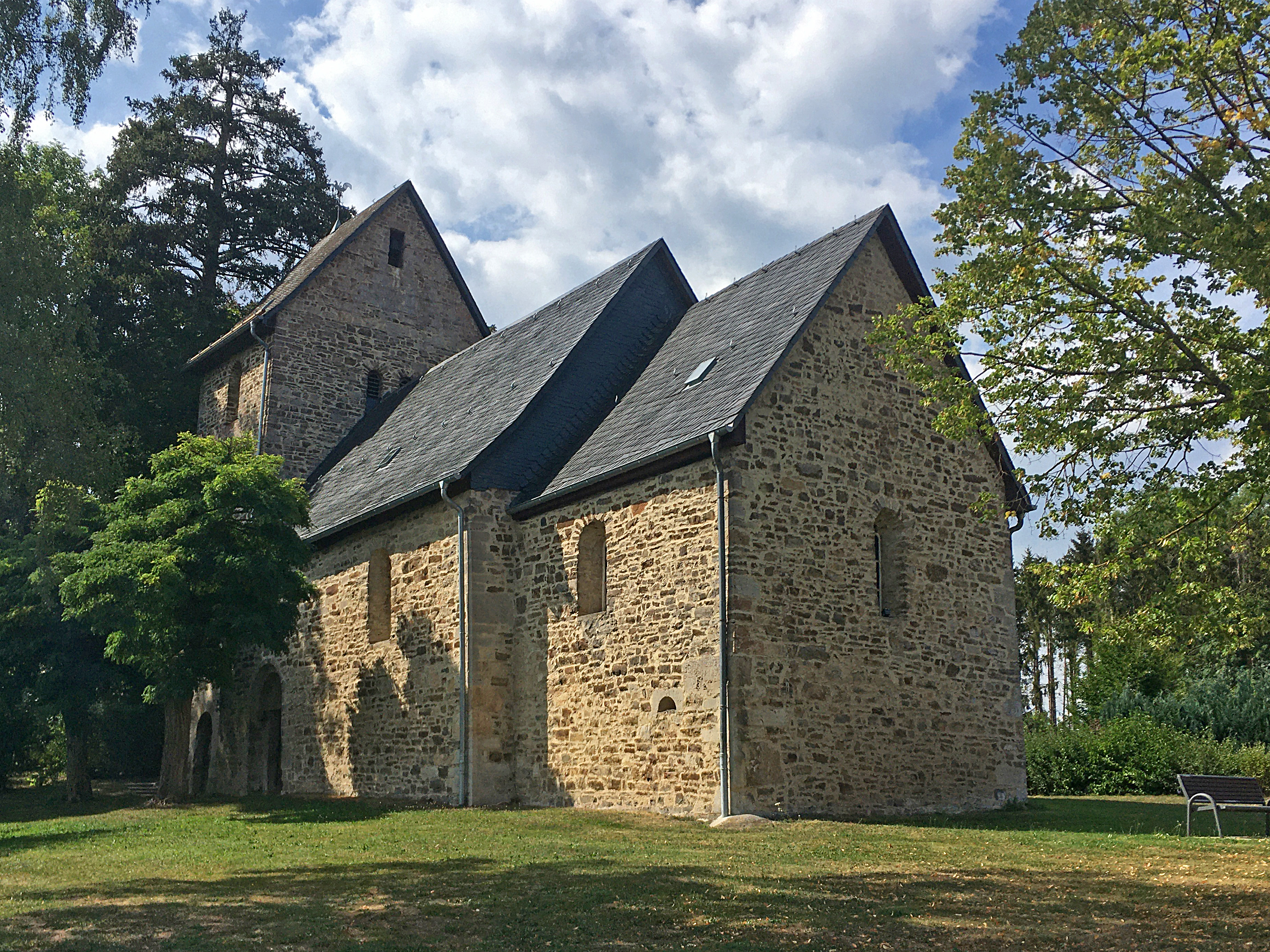
Romanische Kirche Rhena

Zum Kirchspiel Rhena gehörten in den Jahren 1556–1566 Flechtdorf und vor 1789 auch Schweinsbühl. Seit 1972 ist Alleringhausen eine Filialgemeinde von Rhena. Mit der Gründung des Kirchspiels „Eimelrod–Rhena“ im Jahr 2018 besteht dieses aus den Orten Eimelrod, Hemmighausen, Deisfeld, Alleringhausen, Neerdar, Bömighausen, Rhena und Schweinsbühl.
Vor der Reformation gehörte Rhena zur Diözese Paderborn der Kirchenprovinz Mainz.
Die Grafschaft Waldeck führte ab 1526 in ihrem Gebiet die Reformation ein.
Erster evangelischer Pfarrer in Rhena ist von 1544 bis 1552 Ludwig Reinperti (Remberti).
Im Jahr 1885 waren von den 348 Einwohnern in Lelbach 347 evangelisch und ein Einwohner waren katholisch. 1961 wurden 454 evangelische  (92,6 % der Bevölkerung) und 33 katholische (6,7 %) Christen gezählt.

## Romanische Kirche
Die romanischen Kirche von Rhena hat die Struktur einer Wehrkirche und ähnelt im Aussehen sehr der des Willinger Ortsteils Welleringhausen. Auf dem blockförmigen Altar steht ein schönes Kruzifix aus dem 13. Jahrhundert. Das massive Taufbecken aus Sandstein stammt aus dem 12. Jahrhundert.
An der linken Chorwand stehen zwei gusseiserne Grabplatten, die der Kirchenpatron Arnolt von Rhena seinen beiden Ehefrauen Catharina, geborene von Padberg († 1568), und Elisabeth, geborene von Spiegel († 1572), setzen ließ. Die Grabplatte für Arnolt von Rhena trägt oben drei Wappen, die von Rhena, Padberg und Spiegel. Die Grabplatten sind von der Hand des Formenschneiders Conrad Luckeln, einem Schüler von Philipp Soldan.

Romanische Kirche Rhena
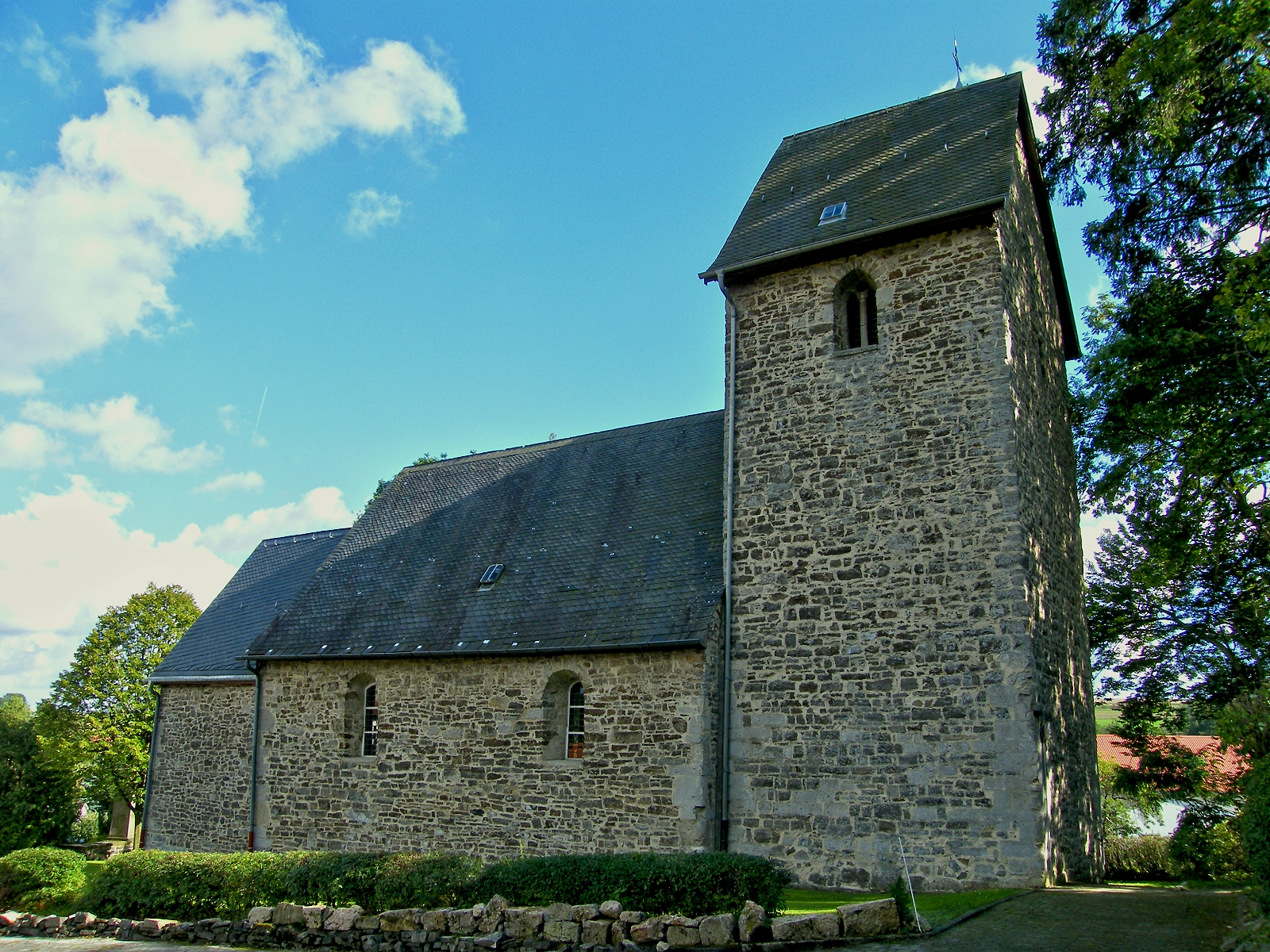
Romanische Kirche Rhena
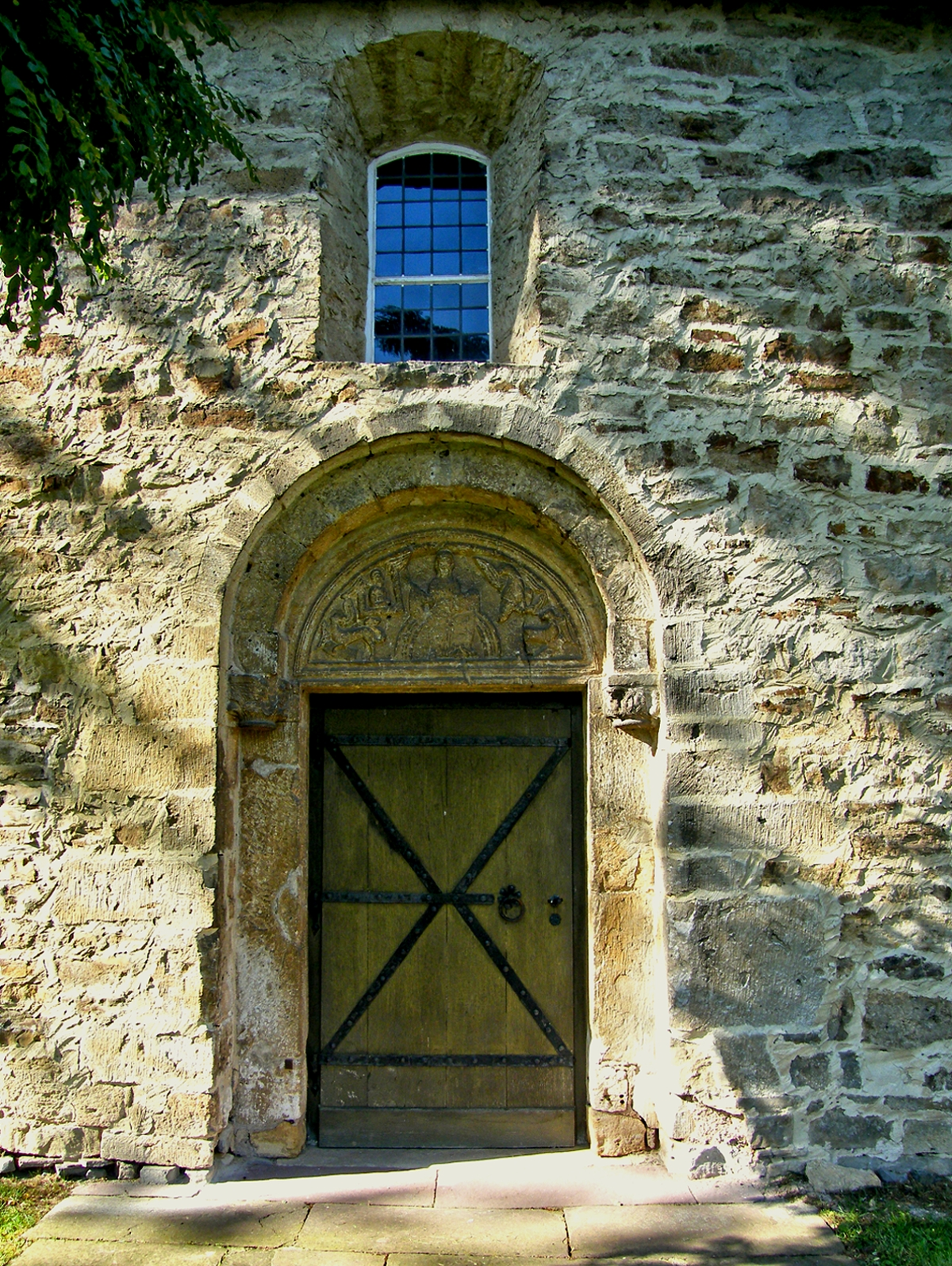
Romanischer Torbogen
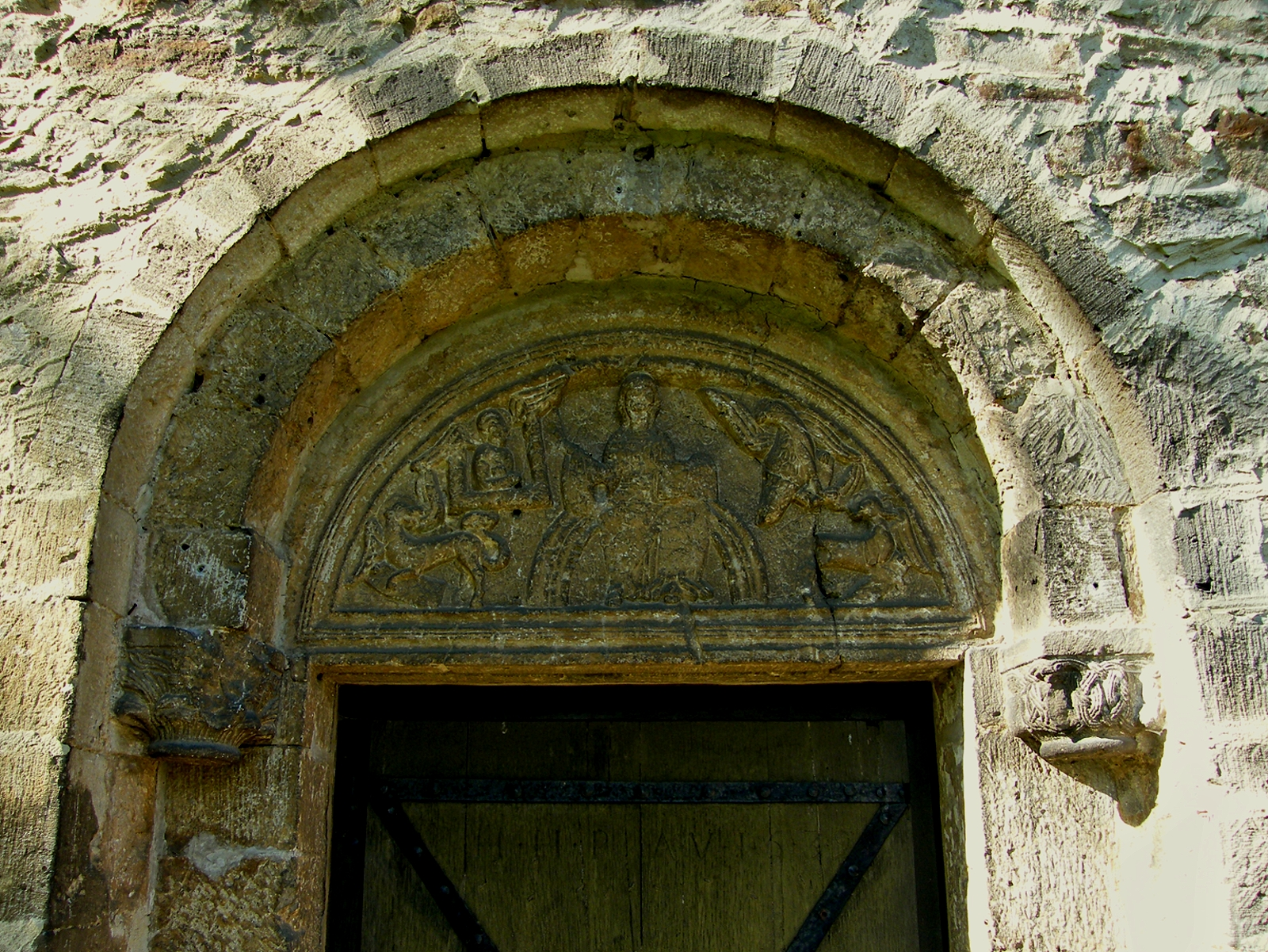
Ausschnitt Torbogen
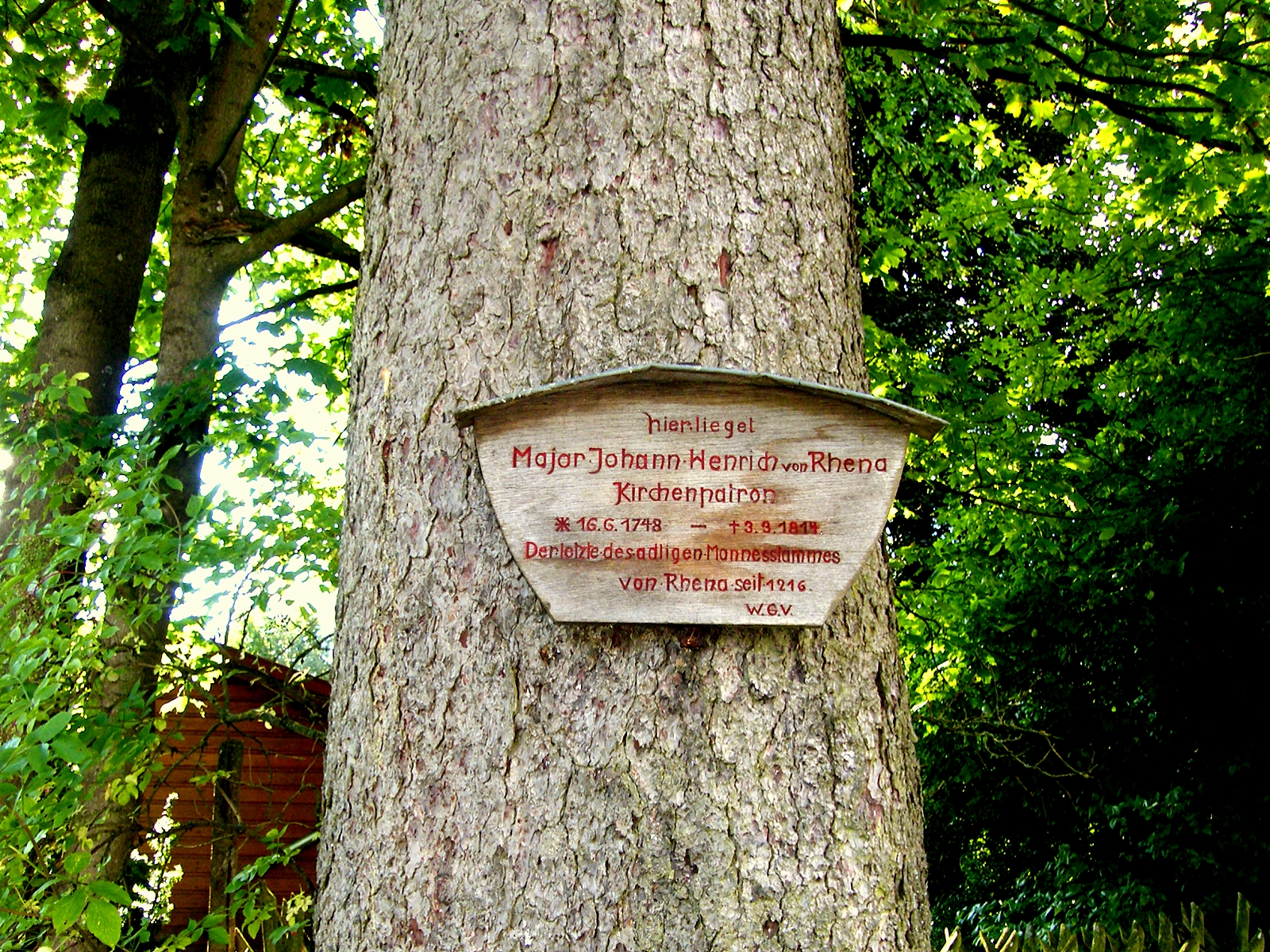
Ruhestätte Johann-Heinrich von Rhena

## Verkehr
Rhena liegt am Abschnitt Bömighausen–Lelbach der Bundesstraße 251, von der dort die Kreisstraße 68 nach Schweinsbühl abzweigt. Nördlich vorbei verläuft etwa in West-Ost-Richtung die Bahnstrecke Wega–Brilon Wald (Uplandbahn) mit naher Haltestelle „Rhena-Lelbach“ östlich der Ortschaft; nördlich steht an dieser Bahnstrecke das Rhenaer Viadukt an einem kleinen Zufluss der Rhena.

## Persönlichkeiten
In Rhena geboren
- Johann Henrich von Rhena (1748–1814), deutscher Gutsbesitzer, Forstmeister und Politiker
- Philipp Kahlhöfer (1795–1859), Abgeordneter, Bürgermeister von Rhena
- Carl von Benning (1804–1875), Rittergutsbesitzer, Landrat und Politiker
- Friedrich Kahlhöfer (1831–1865), Ackergutsbesitzer und Politiker
- Wilhelm Schmidt (1878–1948), Schreiner und Politiker (Waldeckischer Volksbund)
- Martin Böhmecke (1891–1958); Abgeordneter des Provinziallandtages der Provinz Hessen-Nassau